# 전,란
"전,란"(영어: Uprising)은 2024년 공개된 대한민국의 역사, 전쟁, 액션 영화이다. 김상만이 감독을, 박찬욱이 공동각본을 맡았다.

## 기획의도
왜란이 일어난 혼란의 시대, 함께 자란 조선 최고 무신 집안의 아들 ‘종려’와 그의 몸종 ‘천영’이 ‘선조’의 최측근 무관과 의병으로 적이 되어 다시 만나는 이야기를 그린 영화 

## 제작진

### 감독
- 김상만

### 각본
- 박찬욱 : ( 영화 《깜동》(연출부), 영화 《제 5의 사나이》(연출부), 영화 《달은... 해가 꾸는 꿈》(각본&감독), 영화 《마스카라》(단역), 영화 《3인조》(각본&감독), 영화 《아나키스트》(각본), 영화 《공동경비구역 JSA》(각본&감독), 영화 《휴머니스트》(각본&기획), 영화 《복수는 나의 것》(각본&감독&단역 - 마을버스 승객 역), 영화 《철없는 아내와 파란만장한 남편 그리고 태권소녀》(각본), 영화 《여섯 개의 시선》(각본&감독), 영화 《올드보이》(각본&감독), 영화 《믿거나 말거나, 찬드라의 경우》(각본&감독), 영화 《쓰리 몬스터 - '컷' 편》(각본&감독),

- 신철

## 출연

### 주연
- 강동원 : 천영 역 (아역: 진재희)
- 박정민 : 종려 역 (아역: 이윤상)
- 차승원[5] : 선조 역

### 조연
- 김신록 : 범동 역
- 진선규 : 김자령 역
- 정성일 : 깃카와 겐신[6] 역
- 전배수 : 상문 / 책사어른 역
- 조한철 : 이덕형 역
- 전진오
- 강길우
- 이민재 : 막내 역
- 홍서준 : 이극조 역
- 최대훈 : 광이 역
- 황보름별 : 종려 아내 역
- 오윤홍 : 종려 어머니 역
- 권혁 : 정여립 역
- 안성봉 : 아오키 역
- 김민철 : 어린 광해군 역
- 김귀선 : 좌의정 정언신 역
- 고한민 : 소이치로 역

## 기타
- 제29회 부산국제영화제 개막작으로, 이는 부국제 사상 최초로 OTT 작품의 개막작 선정이다.

## 수상 목록
- 2025년 제61회 백상예술대상 영화부문 남자 신인연기상 (정성일)
- 2025년 제61회 백상예술대상 영화부문 예술상 (조영욱)
- 2025년 제61회 백상예술대상 영화부문 각본상 (시나리오상) (신철, 박찬욱)